# Umbragrönbulbyl
Umbragrönbulbyl (Chlorocichla simplex) är en fågel i familjen bulbyler inom ordningen tättingar.

## Utseende och läte
Umbragrönbulbyl är en relativt stor och karakteristisk brun grönbulbyl. Den har tydligt vit strupe, vit buk och vita halvmånar runt mörkt rödaktiga ögonen. Sången består av ett kraxande och varierande kraftigt tjatter: "rar-ra-ra-kora-rawr".

## Utbredning och systematik
Fågeln förekommer från Guinea-Bissau österut till södra Sydsudan och västra Uganda, söderut till norra Angola och centrala Demokratiska republiken Kongo.

## Status
Arten har ett stort utbredningsområde och beståndet anses vara stabilt. Internationella naturvårdsunionen IUCN listar den därför som livskraftig (LC).